# Hoděšovice
Hoděšovice jsou místní část obce Býšť v okrese Pardubice. Leží cca 10 km jihovýchodně od Hradce Králové na území Třebechovické tabule.
V Hoděšovicích žije zhruba 335 obyvatel.

## Historie
Zalesněné území bylo až do počátku 12. století neobydlené a tvořilo loveckou doménu Přemyslovců. Roku 1139 se zmiňuje královský dvůr Chwoyno, v jehož blízkosti byly postupně založeny osady jako Hoděšovice. Podle legendy je založil uhlíř jménem Jedlický, který tu v milířích pálil dřevěné uhlí.
Obec byla poprvé zmíněna v listině z 9. dubna 1336, kdy ji král Jan Lucemburský dal za 2000 kop grošů pražských do zástavy společně s tvrzí Chvojno (oppidum Chwoyno) a vesnicemi Albrechtice nad Orlicí, Běleč, Bělečko, Dolní Ředice, Chvojenec, Ostřetín, Staré Holice a Dolní Roveň  bratrům Bertoldovi z Lipé, Jindřichovi II. z Lipé a Janovi z Lipé. V roce 1348 byly Hoděšovice odděleny od panství Chvojno a připojeny k Albrechticím nad Orlicí. Roku 1495 je získal Vilém z Pernštejna a s Albrechticemi  připojil ke svým panstvím Pardubice a Kumburk. Roku 1560 připojil král Ferdinand I. ves ke královské komoře. Za Třicetileté války byla vypálena.

## Současnost
Probíhá intenzivní výstavba rodinných domků. Na podzim roku 2007 bylo vystavěno Hoděšovické hřiště.  Hospoda je otevřena od jara do podzimu, knihovna  je také obecní dům, ve kterém se konají volby. Asi kilometr západně od Hoděšovic se nachází vysílač Hradec Králové – Hoděšovice.

## Kulturní události
- Dětský den na hřišti
- Hoděšovický ples
- Halloween

## Vývoj počtu obyvatel
| Rok            | 1869 | 1880 | 1890 | 1900 | 1910 | 1921 | 1930 | 1950 | 1961 | 1970 | 1980 | 1991 | 2001 | 2011 | 2021 |
| -------------- | ---- | ---- | ---- | ---- | ---- | ---- | ---- | ---- | ---- | ---- | ---- | ---- | ---- | ---- | ---- |
| Počet obyvatel | 370  | 429  | 392  | 378  | 315  | 302  | 249  | 213  | 181  | 151  | 125  | 91   | 99   | 344  | 369  |
| Počet domů     | 53   | 62   | 63   | 62   | 62   | 63   | 63   | 67   | 59   | 49   | 41   | 55   | 62   | 145  | 145  |

## Doprava
Autobusová doprava má v obci zastávku.